# Гекас, Билл
Билл Гекас (англ. Bill Gekas, 1973, Мельбурн, Австралия) — австралийский фотограф греческого происхождения. Получил известность в 2013 году за серии фотографий своей дочери, статьи о нём и его творчестве были опубликованы во многих специализированных изданиях — книгах и журналах по фотоискусству, а также средствах массовой информации, таких как BBC, NBC, ABC News, Daily Mail и других изданиях.

## Биография
Билл Гекас родился в Мельбурне, Австралия, имеет греческое и австралийское гражданство. В творческой сфере самоучка, изучавший тонкости искусства фотографии по работам таких мастеров, как Эрвин Олаф, Анджей Драган и Паоло Роверси.
Гекас начал фотографировать в 1995 году на 35-мм плёночный однообъективный зеркальный фотоаппарат. В начале своего творческого пути он предпочитал чёрно-белые снимки и пробовал свои силы в разных жанрах, игнорируя при этом портретные съёмки. В 2005 году Билл сменил плёнку на цифру. Свою увлечённость фотографией он объясняет отсутствием таланта художника, который, по его словам, заменяют цифровая камера и современные методы обработки цифровых изображений. В 2010 году он приступил к съёмкам своей дочери, используя в качестве основы для композиции фотографий знаменитые произведения искусства XVII—XVIII веков и кадры из фильмов, для чего начал искать соответствующие интерьеры и пейзажи, подбирать костюмы. Уже к 2013 году его замысел привлёк внимание искусствоведов и получил признание любителей.

## Особенности творчества
Искусствоведы находят в его фотографиях подражание картинам Рембрандта и Караваджо, а также некое сходство с работами современных фотографов-портретистов Ирвина Пенна, Сесила Битона и Юсуфа Карша (Гекас утверждает, что никогда не пытался подражать кому-либо из современных фотографов и его стиль носит уникальный характер). Он, по его мнению, просто успешно объединил вклад каждого из них в своём творчестве. Он говорит: «Тема моего искусства — портрет моей юной дочери, которая является метафорой универсального ребёнка в жанровой сценке». Гекас признаётся, что не имеет специального образования в сфере изобразительного искусства, но всегда интересовался шедеврами живописи. Их цветовые гаммы, свет, атмосфера и передаваемые ими эмоции, по его словам, «вызывали в нём благоговейный трепет».
Фотограф отмечает, что при взгляде на произведения старого мастера заметно, как правило, что он работал с одним источником света, которым обычно является солнце. Именно освещение придаёт этим картинам уникальность. Гекас признаёт, что попытался воссоздать этот свет в собственных работах, но с использованием современных методов освещения. На осуществление одного проекта, состоящего из ряда фотографий, у фотографа уходит около месяца работы. Гекас разрабатывает композицию будущей фотографии в записной книжке, планирует цветовую палитру с помощью тщательного подбора костюмов, фона и реквизита, а самое главное, освещает сцену в стиле старой живописи. Фотограф делает эскизы в формате А4, а затем при фотосъёмке пытается имитировать естественный свет при работе с искусственным освещением. Яркий источник света располагается вплотную к модели и идёт с одного направления. Перед съёмкой Гекас показывает дочери старинную картину и просит её ориентироваться на настроение изображённого на портрете персонажа. Сама съёмка осуществляется в течение возможно короткого времени, поскольку маленькая дочь теряет концентрацию примерно через 15 минут после начала сеанса. В результате работа над одной фотографией обычно занимает несколько дней (а иногда даже неделю), включая замысел и подготовку к её созданию. Гекас видит серьёзное различие между живописью и фотографией в том, что «в живописи художник может создать образ из собственного воображения, тогда как в фотографии он должен быть взят с натуры, и это весьма сложная проблема». Гекас не пытается (за редким исключением) воссоздать конкретную картину с помощью фотографии. Ему нравится совмещать различные стили и сюжеты. Так, композицию «Едоков картофеля» Винсента Ван Гога он соединил с освещением в стиле Яна Вермеера Делфтского. В своём интервью он признавался, что его целью является создавать произведения, где зрителю необходимо время, чтобы понять, что это фотографии, а не картины.
Самым сложным в фотоискусстве Гекас считает нахождение правильного баланса и гармонии света, цвета, текстуры и настроения в одном снимке. Это требует, по его мнению, предварительной визуализации и импровизации. Так, на одной фотографии спальню пятилетней девочки в современном доме он превратил в голландский интерьер XVIII века. Убрать плюшевых медведей и кукол не составляло труда, задача заключалась в создании иллюзии французского окна там, где его в действительности не было (на картинах Вермеера свет всегда направлен слева, а окно в спальне находилось справа). Гекас создал иллюзию присутствия окна благодаря старому устройству для освещения фотографий, но не меньших усилий стоило и заставить девочку смотреть в несуществующее окно.
Дочь фотографа Афина является единственной постоянной фотомоделью Гекаса (первые её постановочные фото он делал, когда ей было три года). Афина хорошо соответствует ренессансному типу красоты, что придаёт дополнительную достоверность снимкам. Гекас рассказывает в своих интервью, что его дочь любит фотосессии, ей нравится одеваться в причудливые костюмы и играть разные роли, словно актисе (среди таких ролей — роли крестьянок и придворных дам, купеческих дочерей и средневековых простушек). Супруга фотографа Николета помогает ему с костюмами, причёсками и постановкой света. Большинство реквизитов, которые он использует, приобретены в магазинах секонд-хенда или были найдены в подвалах домов родственников, а иногда куплены на eBay. Костюмы в большинстве случаев не являются старинными, вид более ранних эпох им придают добавленные обрезки современных тканей, кружев и старой одежды. В процессе съёмки фоном идёт музыка, а перерывы используются для дружеского семейного общения.
Источником своего вдохновения Билл считает произведения старых мастеров живописи, а также тематические интернет-сайты, на которых публикуются высококачественные работы по близкой ему тематике. Фотоискусство, по мнению Гекаса, позволило ему выразить то, что он был бы не в состоянии сделать при помощи кисти, масляной краски и холста.
Любимым проектом дочери Гекаса Афины является цикл «Яйца», где девочка фотографировалась с живой курицей и снесёнными ею яйцами, этот образ сам Гекас оценил как переход к большему реализму, чем это было характерно для его прежних фотографий. В будущем он планирует снимать значительно более крупные сцены на открытом воздухе, сохранив верность творчеству старых мастеров.

## Награды
В 2014 году получил золотую медаль в номинации «Дети» на престижном международном фотоконкурсе «Px3» в Париже за фотографию «Прачечная». В 2016 году он вновь получил на этом конкурсе золотую медаль в той же номинации за фотографию «Sanday».